# کیه سی کونسیبسیون

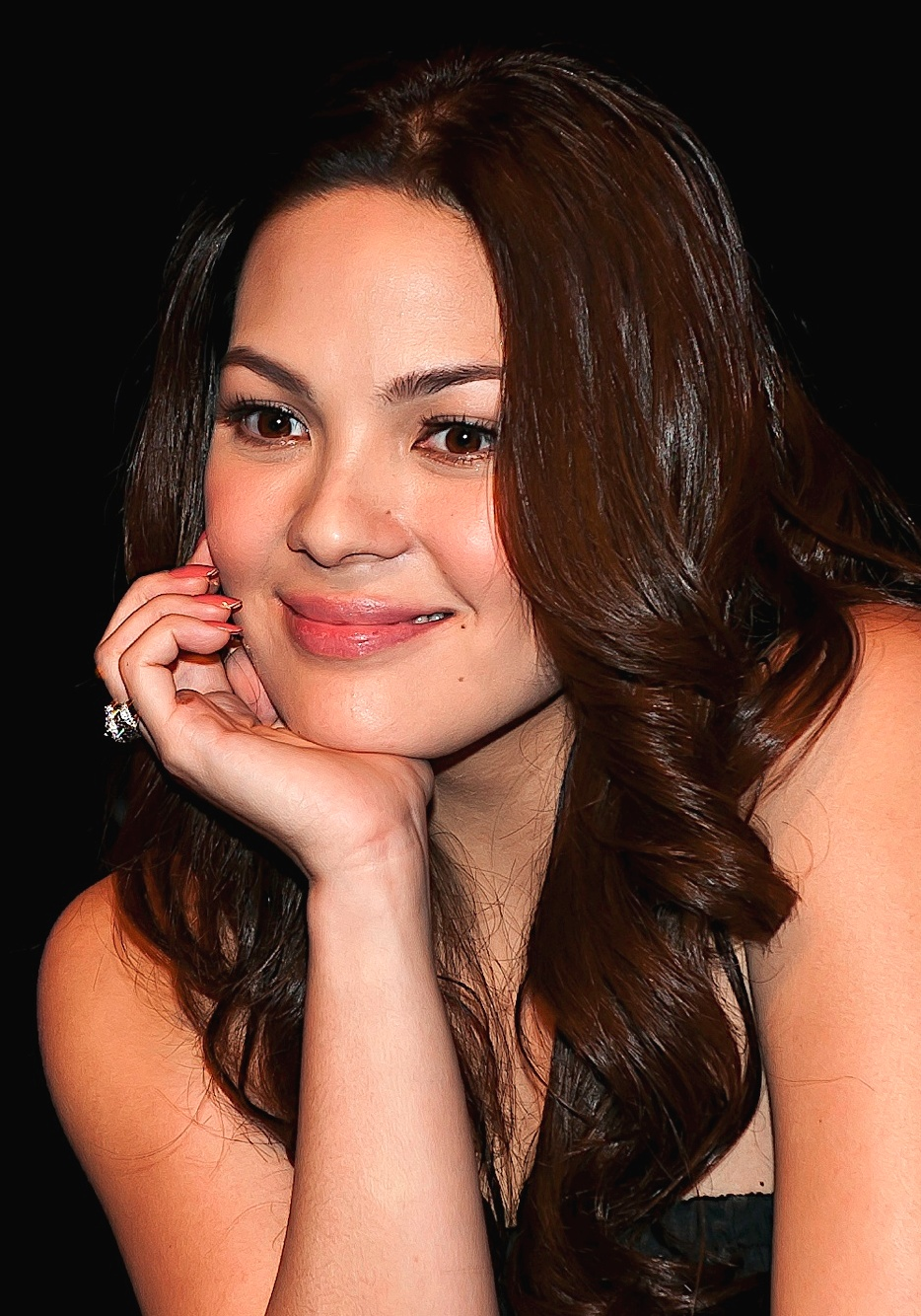

ماریا مریستینا کاساندرا کوتینا کانسپسیون (زاده ۷ آوریل ۱۹۸۵) بازیگر و خواننده فیلیپینی است. وی سفیر برنامه جهانی غذای سازمان ملل متحد است.
او در سال ۲۰۰۹ در نسخه فیلیپینی، عاشقان در پاریس، که اولین سریال درام او بود نیز بازی کرد.